# M'tsamboro

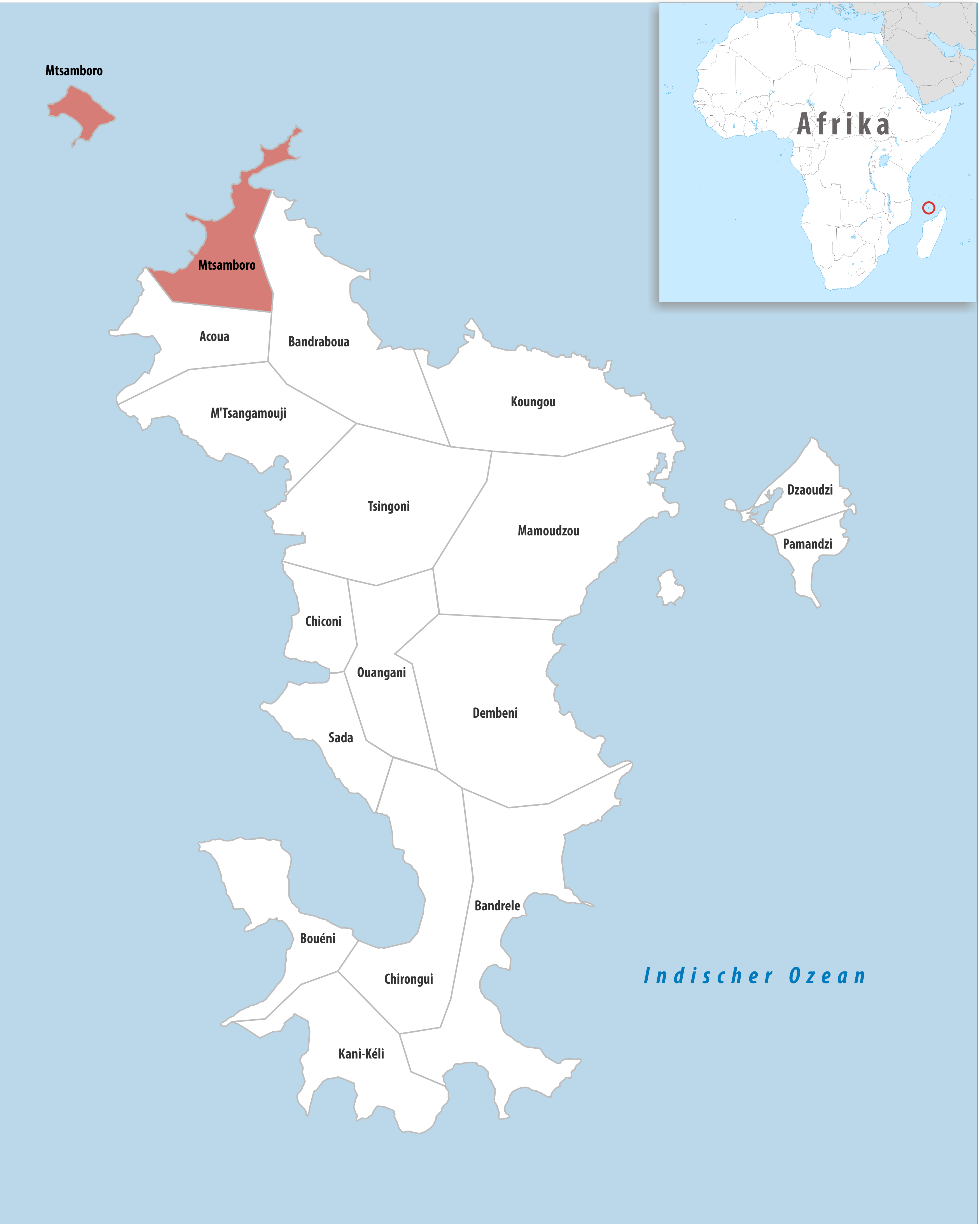
Kommunen M'tsamboros läge i Mayotte.

M'tsamboro (även: Mtsamboro) är en kommun i det franska utomeuropeiska departementet Mayotte i Indiska oceanen. År 2017 hade M'tsamboro 7 705 invånare.

## Byar
Kommunen M'tsamboro delas i följande byar (folkmängd 2007 inom parentes):
- M'tsamboro (2 872)
- Hamjago (1 794)
- Mtsahara (2 251)